# Karl Rosenkranz

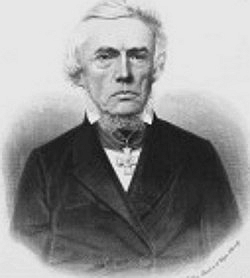
Johann Karl Friedrich Rosenkranz

Johann Karl Friedrich Rosenkranz (Magdeburgo, 23 de abril de 1805 - Königsberg, 14 de junio de 1879) fue un filósofo alemán discípulo de las doctrinas de Hegel y Schleiermacher. Fue profesor en la Universidad de Königsberg desde 1833 hasta su muerte, aunque para entonces había quedado prácticamente ciego.
Se le recuerda por su larga trayectoria profesional y por sus numerosas publicaciones, así como por el apreciado rencor que guardaba a ciertos puntos de la tradición hegeliana. Arnold Ruge lo caracterizó como «el más libre de los viejos hegelianos», y su reinterpretación de la doctrina de Hegel para adaptarla a su propia época se basó, según Karl Löwith, en intentar humanizarla.
Entre la gran división de la Escuela hegeliana, en compañía de Michelet, se situó a «medio camino» entre la filosofía de Erdmann y Gabler, y la «extrema izquierda» representada por Strauss, Feuerbach y Bruno Bauer. Fue un gran crítico de los jóvenes hegelianos por el excesivo énfasis dado por estos, según él, a la acción y a la ética.

## Obras
- Kritik der Schleiermacherschen Glaubenslehre (Crítica de la doctrina de la creencia de Schleiermacher, 1836).
- Psychologie oder Wissenschaft vom subjektiven Geist (Psicología o ciencia del espíritu subjetivo, 1837–1863).
- Kritische Erläuterungen des Hegelschen Systems (Observaciones críticas sobre el sistema de Hegel, 1840).
- Vorlesungen über Schelling (Lecciones sobre Schelling, 1842).
- System der Wissenschaft (Sistema de la ciencia, 1850).
- Meine Reform der Hegelschen Philosophie (Mi reforma de la filosofía de Hegel, 1852).
- Aesthetik des Hässlichen (Estética de lo feo, 1853).
- Wissenschaft der logischen Idee (Ciencia de la idea lógica, 1858–1859), con un suplemento (Epilegomena, 1862).
- Diderot's Leben und Werke (Vida y obra de Diderot, 1866).
- Erläuterungen zu Hegels Encyklopädie der philosophischen Wissenschaften (Observaciones sobre la Enciclopedia de las ciencias filosóficas de Hegel (1871).

Otros dos de sus trabajos importantes sobre Hegel son: La vida de Hegel (Hegels Leben, 1844) y Hegel como un filósofo nacional alemán (Hegel als deutscher Nationalphilosoph, 1870). Entre 1838 y 1840, conjuntamente con F. W. Schubert, publicó una edición de los trabajos de Kant, en la que él mismo añadió una Historia de la filosofía kantiana (Geschichte der kantischen Philosophie, 1840).
También publicó su propia autobiografía, Von Magdeburg nach Königsberg (1873), en la que refleja su vida, y trata en particular de su estancia en Königsberg.